# طالب طواطحة
طالب طواطحة (بالإنجليزية: Taleb Tawatha) (مواليد 21 حزيران، 1992) هو لاعب كرة قدم عربي ولد في قرية جسر الزرقاء في إسرائيل، يلعب كمدافع في نادي لودوجوريتس رازجراد في الدوري البلغاري الممتاز قادما من آينتراخت فرانكفورت الألماني -.

## مسيرته الكروية
نشأ طالب طواطحة في شبيبى فريق مكابي حيفا، وفي 21 أيلول 2009 لعب للمرة الأولى في الدرجة العليا، في الفوز 4-1 على فريق مكابي أخاء الناصرة. موسم 2010/2011 كان موسم تفوق وبروز طالب طواطحة، حيث بدل اللاعب بيتر ماسيليلا الذي تغيب عن اللعب لفترة طويلة بسبب إصابة. تألق طالب طواطحة في هذا الموسم وسجّل باكورة أهدافه في الدرجة العليا خلال الفوز 0-3 على نادي مكابي تل أبيب.
في موسم 2011/2012 تم إعارة بيتر ماسيليلا لنادي خيتافي الإسباني، وأخذ طالب طواطحة مكانه في التشكيلة الأساسية في فريق مكابي حيفا حيث فاز بأول لقب له مع الفريق في موسم 2015/2016 عندما فاز فريق مكابي حيفا بكأس إسرائيل لكرة القدم
في الخامس من حزيران لعام 2016 ابرم طواطحة عقد لمدة 4 مواسم مع فريق آينتراخت فرانكفورت الذي يلعب في الدوري الألماني لكرة القدم

## إحصائيات
| نادي                  | موسم    | دوري | دوري  | دوري      | كأس  | كأس   | كأس       | كأس التوتو | كأس التوتو | كأس التوتو | أوروبا | أوروبا | أوروبا    | المجموع | المجموع | المجموع   |
| نادي                  | موسم    | ظهور | أهداف | صنع أهداف | ظهور | أهداف | صنع أهداف | ظهور       | أهداف      | صنع أهداف  | ظهور   | أهداف  | صنع أهداف | ظهور    | أهداف   | صنع أهداف |
| --------------------- | ------- | ---- | ----- | --------- | ---- | ----- | --------- | ---------- | ---------- | ---------- | ------ | ------ | --------- | ------- | ------- | --------- |
| مكابي حيفا            | 2009–10 | 3    | 0     | 0         | 0    | 0     | 0         | 7          | 0          | 1          | 1      | 0      | 0         | 11      | 0       | 1         |
| مكابي حيفا            | 2010–11 | 18   | 1     | 3         | 3    | 0     | 2         | 6          | 0          | 0          | 0      | 0      | 0         | 27      | 1       | 5         |
| مكابي حيفا            | 2011-12 | 28   | 1     | 4         | 4    | 0     | 1         | 3          | 0          | 0          | 12     | 1      | 3         | 47      | 2       | 8         |
| مكابي حيفا            | 2012-13 | 21   | 2     | 6         | 2    | 1     | 0         | 2          | 0          | 0          | 0      | 0      | 0         | 25      | 3       | 6         |
| مكابي حيفا            | 2013-14 | 0    | 0     | 0         | 0    | 0     | 0         | 0          | 0          | 0          | 2      | 0      | 1         | 2       | 0       | 1         |
| مجموع المسيرة الكروية |         | 70   | 4     | 13        | 9    | 1     | 3         | 18         | 0          | 1          | 15     | 1      | 4         | 112     | 6       | 21        |

## وصلات خارجية
- طالب طواطحة على موقع الاتحاد الأوربي (الإنجليزية)
- طالب طواطحة على موقع قاعدة بيانات كرة القدم.إي يو (الإنجليزية)
- طالب طواطحة على موقع ناشيونال فوتبول تيمز (الإنجليزية)
- طالب طواطحة على موقع Soccerway.com (الإنجليزية)
- طالب طواطحة على موقع عالم كرة القدم.نت (الإنجليزية)
- طالب طواطحة على موقع كووورة

- Profile page in Maccabi Haifa website
- Profile page in the IFA website